# Tetsuta Nagashima
Tetsuta Nagashima (ur. 2 lipca 1992 w Kanagawie) – japoński motocyklista.

## Kariera
Nagashima był wyróżniającym się zawodnikiem w Mistrzostwach Japonii, zdobył m.in. tytuł wicemistrza w kategorii J-GP3 (2012) i szóste miejsce w J-GP2 (2013). W MMŚ zadebiutował gościnnie, podczas Grand Prix Japonii z zespołem JiR, zakończył tamten wyścig na 20 pozycji. Ta krótka współpraca doprowadziła do podpisania kontraktu pomiędzy obiema stronami, pomogło też to, że w ostatniej chwili z rywalizacji wycofał się rodak Nagashimy, Kohta Nozane.

## Statystyki
| Sezon | Klasa | Motocykl | 1      | 2      | 3      | 4      | 5      | 6      | 7      | 8      | 9      | 10     | 11     | 12  | 13  | 14  | 15  | 16     | 17  | 18  | Poz | Pkt |
| ----- | ----- | -------- | ------ | ------ | ------ | ------ | ------ | ------ | ------ | ------ | ------ | ------ | ------ | --- | --- | --- | --- | ------ | --- | --- | --- | --- |
| 2013  | Moto2 | Motobi   | QAT    | AME    | SPA    | FRA    | ITA    | CAT    | NED    | GER    | IND    | CZE    | GBR    | RSM | ARA | MAL | AUS | JPN 20 | VAL |     | 27  | 2   |
| 2014  | Moto2 | TSR      | QAT 21 | AME 20 | ARG 31 | SPA 22 | FRA NU | ITA 28 | CAT 23 | NED 22 | GER 23 | IND NU | CZE NW | GBR | RSM | ARA | JPN | AUS    | MAL | VAL | NS  | 0   |